# 三津口町
三津口町（みつぐちちょう）は、広島県賀茂郡にあった町。現在の呉市の一部にあたる。

## 地理
- 海洋：瀬戸内海[1]

## 歴史
- 1889年（明治22年）4月1日、町村制の施行により、賀茂郡三津口村が単独で村制施行し、三津口村が発足[1][2]。
- 1904年（明治37年）三津口郵便局開設[1]。
- 1905年（明治38年）三津口塩田創業[1]。
- 1913年（大正2年）煉瓦製造所創業[1]。
- 1922年（大正11年）1月1日、町制施行し三津口町となる[1][2]。
- 1944年（昭和19年）1月1日、賀茂郡内海町、野路村と合併し、安浦町を新設して廃止された[1][2]。

### 地名の由来
次の諸説あり。
1. 女子畑、小松原、内海の3村に通じる辻路にあたるため。
2. 三津港の入口を意味する。

## 産業
- 農業、運送[1]